# Nguyễn Uý, Ninh Bình
Nguyễn Úy là một phường thuộc tỉnh Ninh Bình, Việt Nam.

## Địa lý
Phường Nguyễn Úy nằm cách phường Hoa Lư - trung tâm tỉnh lỵ Ninh Bình 50 km về phía Bắc, có vị trí địa lý:
- Phía đông giáp phường Lê Hồ.
- Phía nam giáp phường Tam Chúc.
- Phía tây và phía bắc giáp xã Hương Sơn và xã Hòa Xá của thành phố Hà Nội.

Phường Nguyễn Uý có diện tích:	24,21	km², 	dân số:	27.676	người, mật độ dân số: 	1143	người/km². 	Đây là đơn vị có diện tích xếp thứ:	76	, số dân xếp thứ: 	86	và mật độ dân số xếp thứ: 	66	trong số 129 xã, phường ở Ninh Bình.
Phường này nằm trên Quốc lộ 21B, Quốc lộ 38 và cũng là nơi có sông Đáy chảy qua.

## Lịch sử
Theo Nghị quyết số 1674/NQ-UBTVQH15 ngày 16/6/2025 về sắp xếp các đơn vị hành chính cấp xã của tỉnh Ninh Bình năm 2025, Sắp xếp toàn bộ diện tích tự nhiên, quy mô dân số của phường Tượng Lĩnh, phường Tân Sơn và xã Nguyễn Úy thành phường mới có tên gọi là phường Nguyễn Úy.